# Proclamazione dell'Impero tedesco

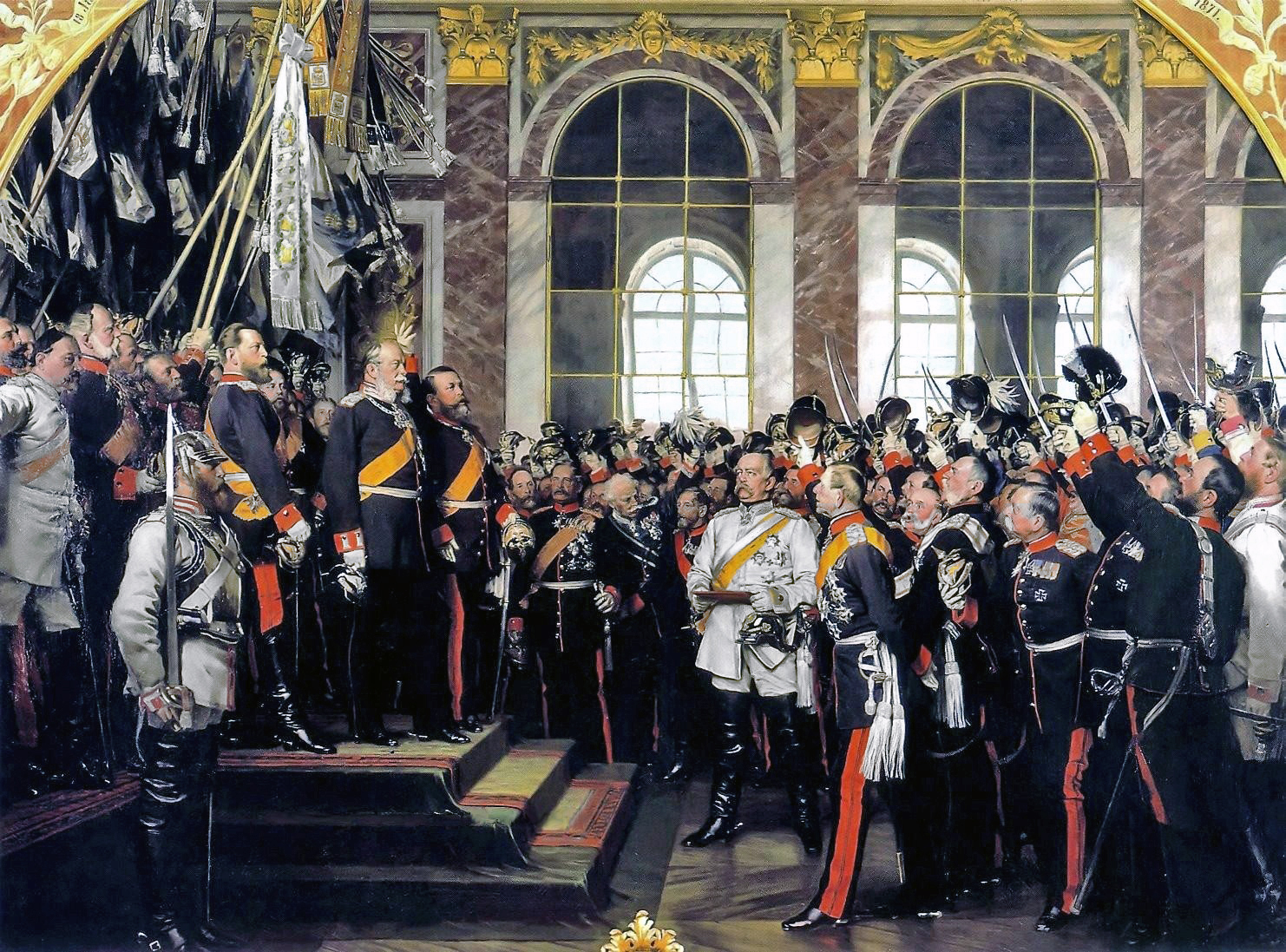
Anton von Werner, Proclamazione dell'Impero tedesco (1885), Bismarck-Museum a Friedrichsruh

La proclamazione dell'Impero tedesco (in tedesco: Deutsche Reichsgründung) fu l'atto giuridico che sancì la nascita dell'Impero tedesco nel gennaio del 1871 dopo la vittoria degli stati tedeschi sulla Francia al termine della guerra franco-prussiana. 
Come conseguenza dei trattati di novembre del 1870, gli stati della Germania meridionale (Granducato di Baden, Granducato d'Assia, Regno del Württemberg e Regno di Baviera) decisero di entrare a far parte della Confederazione Germanica del Nord, dominata dalla Prussia, dal 1º gennaio 1871. In quello stesso giorno, venne varata una nuova costituzione per la confederazione tedesca, dando così vita all'Impero tedesco. Il giorno della proclamazione dell'Impero, il 18 gennaio, divenne festa nazionale e lo stesso re Guglielmo I di Prussia venne proclamato imperatore nella Galleria degli Specchi della Reggia di Versailles.

## Storia

### Il dualismo tedesco ed il ruolo della Prussia

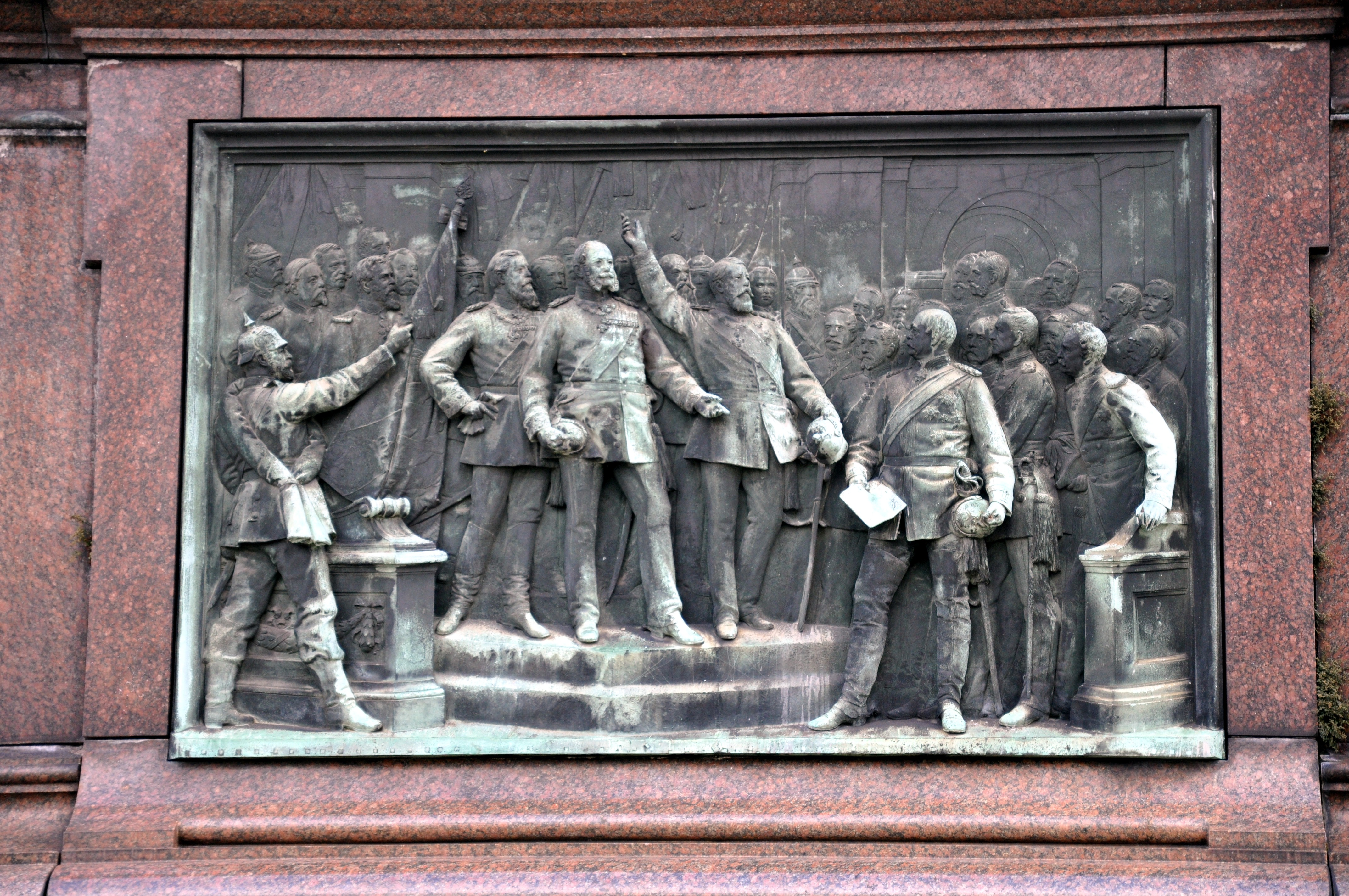
La proclamazione dell'imperatore a Versailles (bassorilievo alla base del monumento a Guglielmo I del 1897 a Karlsruhe

La questione del dualismo tedesco aveva complicato le alleanze tra gli stati tedeschi dopo le guerre napoleoniche. Il grande quesito che permeava la politica tedesca era se la Germania propriamente detta dovesse includere o meno entro i propri confini anche l'Austria. Secondo il cancelliere prussiano Otto von Bismarck, l'unificazione nazionale della Germania sarebbe stata possibile solo in assenza dell'Austria dal momento che la monarchia asburgica era, de facto, legata non solo ad altri stati di lingua tedesca ma anche a quelli slavi della penisola balcanica. La guerra austro-prussiana del 1866 aveva portato al crollo della Confederazione Tedesca fondata nel 1815 dopo la pace di Praga. 
Il risultato fu un sistema di alleanze sotto il dominio egemonico della Prussia. Dopo la vittoria prussiana nella battaglia di Königgrätz e contro il volere degli Asburgo, Bismarck riuscì a costituire la Confederazione Germanica del Nord come alleanza militare nell'agosto del 1866, senza la presenza dell'Austria. L'anno successivo, venne proclamata una costituzione indipendente divenendo quindi un vero e proprio stato federale.

### La guerra franco-prussiana
Nel 1868, la regina Isabella II di Spagna venne detronizzata da un colpo di stato militare. Il principe Leopoldo di Hohenzollern-Sigmaringen, supportato dalla Prussia, fu uno dei possibili candidati alla successione reale in Spagna. Poco dopo la sua candidatura, ad ogni modo, Leopoldo, per influenza di suo padre Carlo Antonio e del re di Prussia, propose Guglielmo di Hohenzoller al trono spagnolo in quanto la Spagna aveva minacciato azioni belliche contro quella candidatura. L'imperatore Napoleone III di Francia, ad ogni modo, non si dichiarò soddisfatto del semplice ritiro della candidatura, ed inviò pertanto il proprio ambasciatore Vincent Benedetti a Bad Ems per negoziare col re di Prussia. Napoleone III chiese delle scuse ufficiali da parte della Prussia ed una rinuncia generale di tutti i membri della casata degli Hohenzollern al trono spagnolo anche per il futuro, fatto che il sovrano tedesco ovviamente non accettò.
L'Assemblea Nazionale francese concesse quindi il permesso per ottenere fondi per la guerra contro la Prussia ed il 19 luglio 1870 l'Impero francese proclamò guerra al Regno di Prussia. Gli stati della Germania meridionale si allearono in forza difensiva con la Prussia. Le vittorie sui francesi nell'agosto e nel settembre del 1870, spinsero altri principi della Germania meridionale a coalizzarsi al fianco della Prussia.

### La vittoria della Prussia e la nascita dell'Impero tedesco
Il 9 ed il 10 dicembre 1870, il Reichstag votò per offrire ufficialmente il titolo di imperatore al re di Prussia oltre a proporre di rinominare la confederazione in "Impero tedesco". Queste norme divennero effettive dal 1º gennaio 1871 quando venne approvata una nuova costituzione. Il 18 gennaio, giorno della proclamazione dell'impero, divenne festa nazionale. Il giorno venne scelto in quanto coincidente con l'incoronazione regale di Federico III di Brandeburgo a Federico I di Prussia nel 1701, evento che aveva portato alla fondazione del Regno di Prussia. Nel 1871 l'evento ebbe luogo nella Galleria degli Specchi della Reggia di Versailles, luogo le cui pitture al soffitto celebravano epicamente le vittorie di Luigi XIV sulle città della Germania. All'epoca della proclamazione dell'Impero tedesco, la capitale francese era assediata dalle truppe prussiane e Versailles era divenuta la sede del quartier generale dell'esercito tedesco.

## La proclamazione imperiale a Versailles
Il 18 gennaio 1871, le truppe tedesche con le loro bande militari in testa raggiunsero la reggia di Versailles. Le delegazioni dei reggimenti tedeschi affollarono il salone prescelto per l'evento con le loro bandiere colorate. Nel mezzo della galleria venne eretta una pedana sopralzata dove tutti i rappresentanti avrebbero potuto prestare giuramento al sovrano, cantando infine il mottetto tedesco Nun danket alle Gott.
Otto von Bismarck lesse il proclama ufficiale.
Quindi il granduca di Baden gridò: "Per Sua Maestà, l'imperatore Guglielmo!", e gli altri presenti ripeterono la frase per tre volte.
Il granducato d'Assia, il ducato di Brunswick ed i principati di Reuss, Schwarzburg-Sondershausen, Waldeck, e Lippe non presenziarono alla proclamazione di Versailles.

## Resoconti dei testimoni
La cerimonia venne dettagliatamente riportata in diversi resoconti dell'epoca.
Il cancelliere dell'imperatore, il futuro cancelliere tedesco Otto von Bismarck, che fu formalmente l'ideatore dell'impero, secondo lo storico Albert von Pfister, diede ordine che i presenti indossassero tutti le uniformi militari e che la pedana su cui l'imperatore sarebbe stato presente per ricevere gli omaggi dei principi avrebbe dovuto avere più la forma di un altare da campo anziché di un trono. Mentre Guglielmo I enfatizzò più volte nei suoi discorsi la natura religiosa della cerimonia, Bismarck tese a trasformarla più in un trionfo militare ed in una glorificazione della potenza della Prussia. Bismarck, dal canto suo, si lamentò con l'imperatore per il comportamento tenuto durante la cerimonia perché, a sua detta, il nuovo kaiser si era comportato più come un generale tra i suoi commilitoni che non come un imperatore coi suoi principi sottoposti.